# Lengua de señas chatina
La lengua de señas chatina de San Juan Quiahije es una lengua de señas pueblera (village sign language) emergente de los pueblos chatinos de San Juan Quiahije y Cieneguilla en Oaxaca, México, utilizada por la población sorda y parte de la población oyente. Aparentemente no se encuentra relacionada con la lengua de señas mexicana. Hacia 2014,  existen sendos estudios financiados por la Fundación Nacional para la Ciencia y por los Institutos Nacionales de Salud de Estados Unidos que exploran el desarrollo de esta lengua.
Las personas oyentes que no dominan la lengua de señas en el pueblo utilizan varios gestos para expresar la negación en el habla y estos son preservados en la lengua de señas chatina.  La variabilidad de estas señas se puede deber al tamaño reducido de la población sorda en comparación con la población oyente que las utiliza como gestos paralingüísticos.